# Andreas Matthae
Andreas Matthae (* 8. November 1968 in Bonn; †  8. August 2004 in Berlin) war ein deutscher Politiker (SPD) und Geschäftsführer der Berliner Sozialdemokraten.

## Leben

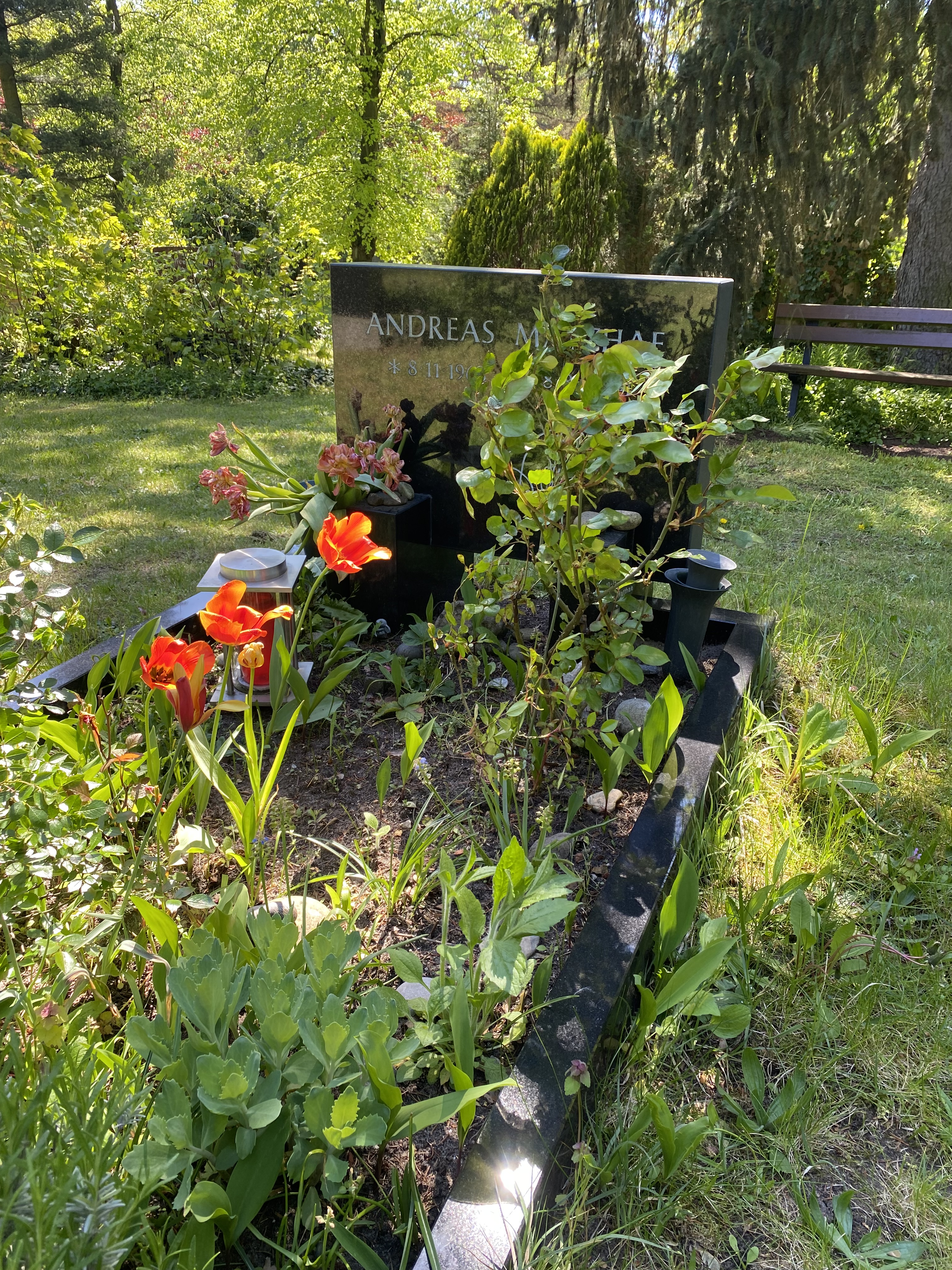
Grabstätte auf dem Luisenstädtischen Friedhof

Der gebürtige Bonner zog 1972 nach Berlin-Kreuzberg, wo er 1989 sein Abitur ablegte. Anschließend begann er 1990 ein Studium an der TU Berlin in Biologie und Politikwissenschaft für das Lehramt am Gymnasium. Er scheiterte im ersten Staatsexamen. Seit 1992 arbeitete er als Angestellter und Erzieher und wurde 2001 Mitinhaber einer Tapas-Bar in Kreuzberg. Ab 2003 war er Pächter eines Lokals im Berliner Regierungsviertel.
Seine politische Laufbahn begann 1988 mit dem Eintritt in die Sozialdemokratische Partei Deutschlands. 1992–1997 und im Jahr 2000 war er hier Abteilungsvorsitzender der Kreuzberger 4. Abteilung. 1996/97 war er zunächst stellvertretender Kreisvorsitzender, von 1997 bis 1999 dann Kreisvorsitzender der SPD Kreuzberg.
Seit dem Jahr 2000 war er stellvertretender Vorsitzender der Hauptstadt-SPD und wurde mit der Neuwahl des Landesvorstandes im Juni 2004 Geschäftsführer. Er galt als Hoffnungsträger der Linken in seiner Partei. Im Bundestagswahlkampf 2002 scheiterte er als Bundestagskandidat auf Platz 5 der Landes-Wahlliste und als Gegenkandidat von Christian Ströbele im Wahlkreis 84 (Friedrichshain – Kreuzberg – Prenzlauer Berg Ost). Matthae war ein konsequenter Kritiker der Politik des Regierenden Bürgermeisters Klaus Wowereit (SPD). Im Juni 2004 wurde er zum Geschäftsführer der Berliner SPD gewählt.
Der SPD-Politiker tötete sich wahrscheinlich in der Nacht vom 7. zum 8. August 2004 im Alter von 35 Jahren durch Erhängen selbst. Die Leiche fand man am 9. August in seiner Wohnung in der Hufelandstraße im Ortsteil Prenzlauer Berg. Als mögliche Gründe für den Suizid gelten neben der Trennung von seinem Lebensgefährten finanzielle Probleme, das abgebrochene Studium und nicht gezahlte Sozialversicherungsabgaben, über welche die Berliner Morgenpost eine Veröffentlichung vorbereitete. Matthae wurde auf dem Luisenstädtischen Friedhof am Südstern beigesetzt.

## Einzelnachweis
- Matthias Geyer: SUIZID – Tod eines Politikers. In: Der Spiegel. Nr. 48, 2004, S. 74 (online).